# 83 Dywizja Strzelecka (ZSRR)
83 Dywizja Strzelecka (ros. 83-я стрелковая дивизия)  – związek taktyczny (dywizja) Armii Czerwonej.
Sformowana w 1943 na bazie oddziałów strzeleckich marynarki wojennej. Dywizja walczyła w Karelii przeciwko armiom niemieckiej i fińskiej.